# Thesium stuhlmannii
Thesium stuhlmannii är en sandelträdsväxtart som beskrevs av Adolf Engler. Thesium stuhlmannii ingår i släktet spindelörter, och familjen sandelträdsväxter. Inga underarter finns listade i Catalogue of Life.